# دادوستد پایاپای
معاملهٔ پایاپای یا دادوستد پایاپای یا تَهاتُر یا پایاپای یک نوع روش معامله است که در آن کالاها یا خدمات به صورت مستقیم و بدون هیچ واسطه‌ای با کالا یا خدمات دیگر مبادله می‌شود و از هیچ نوع وسیله‌ای برای مبادله استفاده نمی‌شود، یعنی هیچ نوع پولی دریافت نمی‌شود.
این نوع مبادله یک حالت دوجانبه دارد البته احتمال سه‌جانبه بودن و چندجانبه بودن نیز وجود دارد. و در کشورهای پیشرفته به صورت همسان و متشابه در کنار نظام پولی آن کشور قرار می‌گیرد. البته معمولاً این حالت وجود دارد و کاربرد آن به صورت محدود می‌باشد.
مبادله کالا به کالا معمولاً در بحرانهای مالی و بحرانهای پولی به جای پول مورد استفاده قرار می‌گیرد. به عنوان روش دادوستد جایگزین پول می‌شود.
برای نمونه زمانی که پول رایج کشور به صورت غیر پایدار می‌شود (در حالت تورم و چرخه فروکشی قیمت‌ها) یا در زمانی که پول رایج کشور به صورت ساده غیرقابل دسترسی برای هدایت و انجام تجارت می‌باشد.

## مزایا
1)‌ در مبادله پاياپاي طرفين معامله هم توليد كننده وهم مصرف كننده بودند
2) درمبادله پاياپاي انبار كردن توليدات براي مدت طولاني بعلت فسادپذيري كالاها و نياز توليد كننده به توليدات ديگران امكان نداشت .
3)‌ توليد از مصرف جدا نبود و مبادله بدون توليد وجود نداشت . لذا مبادله ثروت آفرين نبود بلكه اين توليد بود كه خالق ثروت بحساب مي آمد .
4) رابطه خدمات و توليد ،نظير رابطه توليدات با يكديگر بطريق مستقيم و پاياپاي صورت مي پذيرفت .

## معایب
1)    نياز متقابل موجب مي شود ارائه كننده يك كالا بايستي فردي را بيابد كه اولاً به كالاي او نياز داشته باشد و ثانياً كالاي مورد احتياج او را نيز عرضه كند كه بروز اين وضعيت بسيار دشوار است .
  2)  تعدد مبادلات غير لازم موجب مي گرديد جهت رسيدن به كالاي مورد نظر اقدام به مبادلات متعدد نمايد .
  3)  حمل و نقل كالاها بدليل پيشرفته نبودن وسائط به دشواري صورت مي گرفت لذا مبادلات از حيث جغرافيايي در سطح محدودي باقي مي ماند .
  4)  غير قابل تقسيم بودن برخي كالاها : مثلاً اگر يك رأس گاو معادل صد كيلوگرم برنج ارزش داشته باشد ، حال اگر شخصي به 50 كيلوگرم برنج نياز داشته باشد نصف كردن گاو دشوار خواهد بود .
  5)  دشواري مبادله برخي خدمات نيز يكي ديگر از مشكلات بود بطوريكه مثلاً يك معلم بدشواري مي توانست خدمت خود را با كالاهاي مورد نياز خود مبادله نمايد .
  6)   فسادپذيري برخي كالاها ي مورد نياز ، مانند گندم ، برنج  و احشام  را به طولاني مدت  نمي توان ذخيره كرد.
  7)  محدوديت در تقسيم كار و تخصيص كار . در اين زمان هر كس مجبور بود تمام كالاهاي مصرفي خود را توليد كند. در نتيجه هيچ كس نمي توانست در زمينه توليد كالاي خاصي متخصص شود و بتواند توليد خود را افزايش دهد.
  8)   محدوديت توليد و بازار. بازار به مكاني گفته مي شد كه هركسي كه كالايي داشت به آنجا مراجعه مي كرد. كالاي خود را ارائه و سپس مايحتارج خود را دريافت مي كرد.
  9)  محدوديت در مبادله نسيه. در اين بازار مبادله نسيه ديگر موضوعيت نداشت.
مشكلات مبادله مبادلات پاياپاي موجب گرديد بشر بفكر ايجاد وسيله اي براي تسهيل داد و ستد بيفتد. ابتدا كالاهايي بعنوان پول انتخاب شد و سپس از سكه طلا و نقره بعنوان پول استفاده شد. با پيشرفت علوم و فنون پول كاغذي جانشين سكه طلا و نقره شد. امروزه با گسترش علوم رايانه، پول بصورت الكترونيكي جايگزين انواع مختلف پول شده است.

## پیشینه

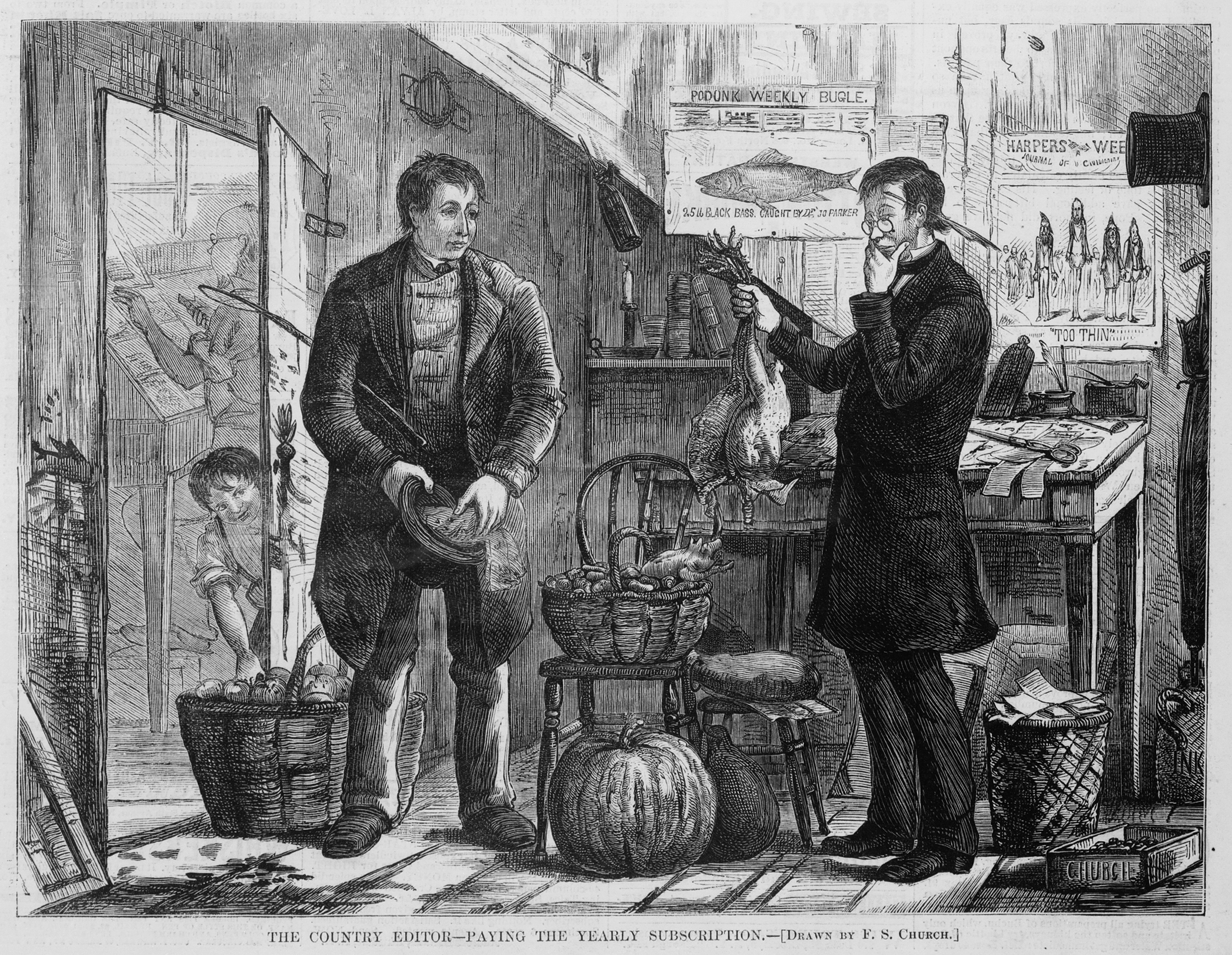
بخشی از روزنامه هارپر می‌باشد که به صورت هفتگی چاپ می‌شود و در سال ۱۳۷۴ چاپ می شده‌است: در این تصویر مردی در حال انجام دادوستد پایاپای و در حال دادن مرغ در عوض دریافت اشتراک سالانه روزنامه دیده می‌شود.

برخلاف باور و اذهان عمومی، هیچ نوع مدرک مبنی بر وجود یک جامعه یا اقتصاد که به صورت انحصاری و عمده‌ای و ابتدایی متکی بر دادوستد پایاپای نمی‌باشد. در عوض، کشورهایی که اقتصاد غیرپولی دارند به صورت اساسی بر پایه اصول قرض و وام و هدایای اقتصادی عمل می‌کنند.
زمانیکه معامله کالا به کالا در حقیقت اتفاق افتاد، زمانی بود که این مبادلات بین غریبه‌ها انجام می‌شد یا حتی بین دشمنان انجام می‌شد.
در زمانی که معاملات کالا به کالا یک نفره انجام می‌شد و حالت کاملاً غیررسمی داشت، معاملات سازمان یافته نیز شروع به رشد نمود و سومین بخش مبادلات کالا به کالا هدایت یافت. فرد مبادله‌کننده کالا به عنوان یک دلال عمل می‌کند و به بانکی که در آن اعضا دارای یک حساب می‌باشد یک وام ارائه می‌کند در زمانیکه خریدها انجام می‌شود و زمانیکه فروش انجام می‌شود اعتبار تهیه می‌کنند، در مقایسه با مبادلات یک نفره ملاحظات بسته به مبادلات غیرمساوی کاهش می‌یابد.
این نوع مبادلات در برزیل رواج داشته‌است البته در آن زمان هندوها هیچ اطلاعی از این مبادلات نداشتند.
دادوستد پایاپای برای کشورها و شرکتهایی که سودی در مبادلات نقدی نمی‌بینند بسیار مفید و سودآور می‌باشد.
این نوع مبادلات برای کسانی که دارای سیستم رایج پولی نمی‌باشند نیز مفید می‌باشد. این نوع مبادلات به عنوان مثال در تایلند انجام شد فردی به نام kut chum یک سری اوراقی چاپ نمود به عنوان سیستم مبادله مورد استفاده قرار گرفت. براساس قوانین جامعه کوپنهای کالا به کالا به نام Boon (بون) تغییر یافت. این کوپنها یک ارزش ثابت برای تایلندی‌ها داشت که به وسیله آن کالاها و سرویسها را در کشور خود معاوضه می‌کردند.

## دادوستدهای بازرگانی
مبادله‌کننده‌های تجاری یک ارگان اقتصادی می‌باشند که برای مشتری‌ها و اعضای خودشان یک سری سیستم‌های نگهدارنده و برنامه‌های تجاری دارا می‌باشند.
اعضای این شرکت‌ها در درون خود سیستم یک سری فراورده‌ها را خریداری و فروش می‌کنند. و از یک سیستم پولی داخلی به عنوان دادوستد پایاپای یا دلارهای معامله استفاده می‌کنند.
پایاپای‌گرهای جدید به صورت چشمگیری رشد یافته‌اند و به صورت یک روش مؤثر برای افزایش خرید و حفظ نقدینگی مورد استفاده قرار می‌گیرند و از ظرفیتهای تولید برای تجارت در سراسر دنیا مورد استفاده قرار می‌گیرند. معامله کننده‌ها در یک دادوستد پایاپای یک سری اعتبارات تجاری (به جای پول) به دست می‌آورند که به حسابشان واریز می‌شود.
آنها می‌توانند با استفاده از این اعتبارات یک سری کالا و خدمات از اعضا دیگر این سیستم خریداری کنند. به دلیل وجود ثبت مبادلات و مهارت‌های دلالی و بیان‌ها و اعلانات ماهانه این مبادلات بسیار مهم می‌باشد.
دادوستدهای بازرگانی با تهیه شارژ گروه چه برای خرید چه برای فروش یا هر دو و برای اعضا پول تهیه می‌کنند. نرخ مبادلات معمولاً بین ۱۵% تا ۸% کنترل می‌شود.
بیش از ۴۵۰ هزار مبادله در آمریکا در سال ۲۰۱۰ در فعالیت‌های دادوستد پایاپای شرکت داشته‌اند. حدود ۴۰۰ شرکت پایاپای و اقتصادی در سراسر دنیا ارائه‌کننده خدمات می‌باشند. فرصت‌های زیادی برای ایجاد شرکت‌های پایاپای در آمریکا و کانادا وجود دارد. یکسری شرکت‌های تجاری I RTA در آمریکا ارائه‌کننده آموزش و ارتقاء استانداردهای محلی در بین اعضا می‌باشند. هر کدام دارای وجه رایج خود می‌باشند به عنوان UC شناخته می‌شود.
نخستین نظام دادوستد در سوئیس ایجاد شد و به عنوان بانک WIR نامیده شد. این سیستم در سال ۱۹۳۴ در نتیجه فقدان و کمبود پول و بعد از سقوط بازار در سال ۱۹۲۹ ایجاد شد.
توجه WIR مخفف یک کلمه در سوئیس و آلمان می‌باشد.

## شرکت پایاپای
این نوع شرکت بر روی مبادلات وسیع‌تر و عظیم تر تمرکز پیدا کرده‌است. که کاملاً از دادوستدهای پایاپای که شامل خرده‌فروشی سنتی و قدیمی بود متفاوت می‌باشد شرکت پایاپای از رسانه‌ها و تبلیغات به عنوان یک اهرم برای مبادلات خود استفاده می‌کند. آن‌ها از یک اعتبار تجاری به عنوان نقدیندگی استفاده می‌کنند. این نوع اعتبار باید شناخته شده و تضمین شده باشد و همچنین باید دارای یک ارزش در مقدار نیز باشد که قابل خرید برای مشتری باشد.

## بازارهای پایاپای
در اسپانیا این نوع بازارهای کالا به کالا وجود دارد مردم اجناسی را که مورد نیازشان نیست برای معاوضه و مبادله به بازار می‌آورند. این نوع بازارها بدون پول عمل می‌کنند. معاوضه در بین سه بخش برای افراد رضایت بخش نیز می‌باشد.
حجم مبادلات انجام شده در سال ۲۰۰۸ بالغ بر ۱۰ میلیون دلار بوده‌است. طبق آمار بین‌المللی IRTA.
اشارات و معانی محیطی: این نوع کالا به کالا کردن تکمیل‌کننده حرکت محیطی می‌باشد که یک کشش در آخر قرن ۲۰ و اوایل قرن ۲۱ را در بر می‌گرفت.
(هزینه) برآمد منابع شامل شده در تولید و پخش فراورده‌های جدید به صورت همراه وار به وسیلهٔ محصولات موجود تجاری کاهش می‌یابد. یک بازار جهانی برای کاهش تلفات و اعمال به عنوان خنثی‌کننده اقتصاد قابل عرضه وجود دارد.

## تأثیر بر مالیات
در آمریکا فردی به نام «کارل» از مبادلات کالا به کالا برای IRS و برای گرفتن حقوق ماهانه و به عنوان یک نوع مقاومت مالیاتی استفاده کرد. او در روزنامه نیویورک تایمز این روش را توضیح داد. مبادلات کالا به کالا به عنوان یک درآمد مالیات به وسیله IRS شناخته شد. در کشورهای دیگر این نوع محاسبات برای مبادلات کالا به کالا، مالیات زا نبود، بلکه این روند برای محاسبات نقدی محاسبه می‌شد.

## محدودیت‌ها
برای اینکه یک اتفاق دو جانبه برای تقاضاها انجام شود یعنی برای ایجاد یک مبادله، هر دو طرف باید آنچه طرف مقابل می‌خواهد را داشته باشد. عدم وجود یک معیار برای محاسبه ارزش: در سیستم نقدی پول به عنوان یک معیار وجود دارد ولی در سیستم غیرنقدی وجود ندارد.
عدم تفکیک پذیری بعضی از کالاها: اگر فرد به اندازه یک قسمت از کالا نیاز داشته باشد ولی کاملاً تفکیک‌پذیر نباشد معامله صورت نمی‌گیرد. عدم وجود استانداردها برای باز پرداختها: شکل دیگر عدم وجود یک معیار مرسوم و معمول برای مبادلات می‌باشد.
مشکلات در ذخیره و انبارسازی منابع و ثروتها:
اگر یک کشور تنها متکی بر یک سری منابع فنا شدنی باشد این نوع اتکا یک مشکل دیگر ایجاد می‌کند.